# 10 Овна
10 Овна (лат. 10 Arietis) — двойная звезда в созвездии Овна. Находится на расстоянии 172 световых лет от Солнца. 
Открыта в 1821 году Струве, тогда компоненты звезды 5.8 и 7.8 величины находились на расстоянии в 2". Через 80 лет расстояние сократилось сократилось до 1" и сейчас период вращения оценивается в 325 лет.

## Характеристики
Звезда является жёлто-белым субгигантом спектрального класса F8V.